# Samo Vozár

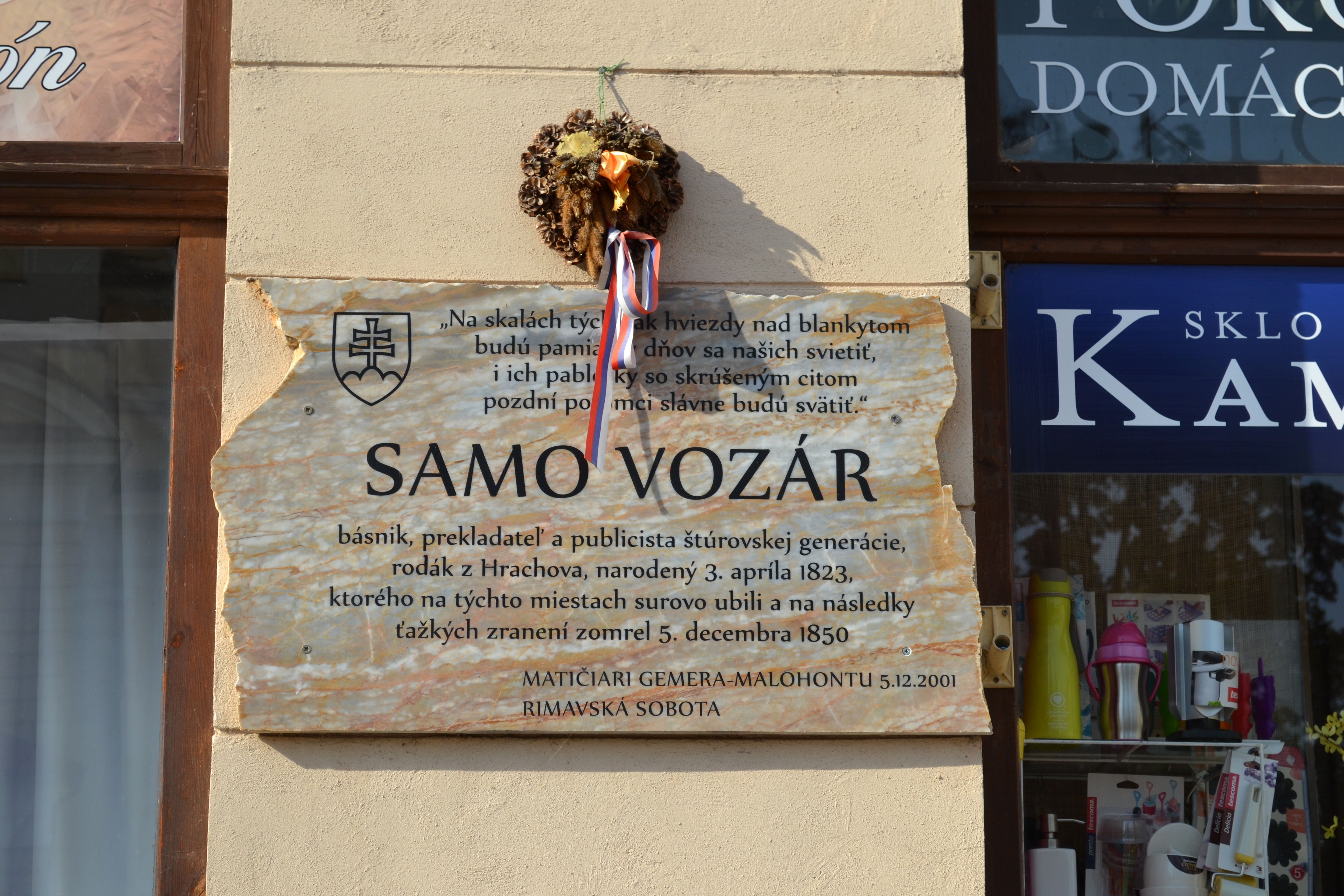
Samo Vozár, a szlovák költő emléktáblája Rimaszombaton

Samo Vozár (Rimaráhó, 1823. április 3. – Rimaráhó, 1850. december 5.) szlovák költő, újságíró és műfordító.

## Élete
Kézműves tímár családban született, a tanulmányait Rimaráhón, Rozsnyón, Lőcsén és a pozsonyi líceumban folytatta. 1841-ben Pozsonyban tagja lett annak a szervezetnek, amely a szlovák nyelvért és irodalomért tett lépéseket. 1843-ban hazatért, de már a következő évben visszatért Pozsonyba, hogy Ľudovít Štúrt támogassa. Az 1848-ban rövid időre bebörtönözték (együtt Ján Francisci-Rimavskýval, Štefan Marko Daxnerrel és másokkal). A forradalmi események után Rimaszombaton dolgozott. Valószínűleg erőszakos halállal halt meg, máig tisztázatlan körülmények között (egyes feltételezések szerint magyar nacionalisták megtámadták és megverték).

## Munkássága
Első verseit a pozsonyi liceumban folytatott tanulmányai során kezdte el írni. Először cseh nyelven írt, majd szlovák nyelven publikálta a műveit. Munkáját a szubjektivizmus, a líraiság és a metaforák használata jellemezte, amely megkülönböztette a kortársak alkotásaitól. Jellemző volt rá a melankólia, a pesszimizmus és a nihilizmus motívuma is. Az öngyilkosságot az ember szabad választásának tekintette. Versciklusokat, lírai-epikus alkotásokat és versdrámákat írt. Ezekben leírta az emberi lélek belső mélységeit, személyes bánatáról és sebeiről is szólt. Verset írt a nemesek ellen szigorúan fellépő Hunyadi Mátyásról. Ezt a költeményt (Keď boli Turkom rohy už zlámané) tartják számon a Štúr-féle irodalmi nyelven írott első versként.
A költeményeiben akkoriban szokatlan műfaj-formációkat használt, mint például a szonett, amelyet akkoriban kevesen használtak. A költészet mellett idejét az újságírásnak szentelte. Élen járt a szlovák nyelv védelmében, fejlesztésében, valamint a társadalmi helyzet kritikai kommentálásában. Saját alkotásai mellett angol (William Shakespeare), német (Johann Wolfgang von Goethe), orosz (Alekszandr Szergejevics Puskin) és lengyel nyelvből (Adam Mickiewicz) fordított. Munkáinak nagy része kéziratban maradt fenn, ezek 1966-ban és 1967-ben jelentek meg.

## Művei
- Akžeby srdce (1843/1944) Ha a szív (18 szonettből álló ciklus)
- Ukojenie tôní (1845) Az árnyalatok elégedettsége (64 szonettből álló ciklikus, az anyja halála ihlette)
- Hlas od Taťjer (1851) Hang a Tátrából (posztumusz)
- Zomrela Zenda, mladá nevesta (vers) Zenda, egy fiatal menyasszony meghalt
- Slamený domček, biela izbička (vers) Szalma ház, fehér szoba

## Emlékezete
- Samo Vozár Emlékszoba, Hrachovo (Rimaráhó)

## Fordítás
- Ez a szócikk részben vagy egészben  a   Samo Vozár című szlovák Wikipédia-szócikk ezen változatának fordításán alapul.  Az eredeti cikk szerkesztőit annak laptörténete sorolja fel. Ez a jelzés csupán a megfogalmazás eredetét és a szerzői jogokat jelzi, nem szolgál a cikkben szereplő információk forrásmegjelöléseként.